# Canteleu
Canteleu é uma comuna francesa na região administrativa da Normandia, no departamento de Sena Marítimo. Estende-se por uma área de 17,6 km². Em 2010 a comuna tinha 14 641 habitantes (densidade: 831,9 hab./km²).